# Wronóg grzebieniasty

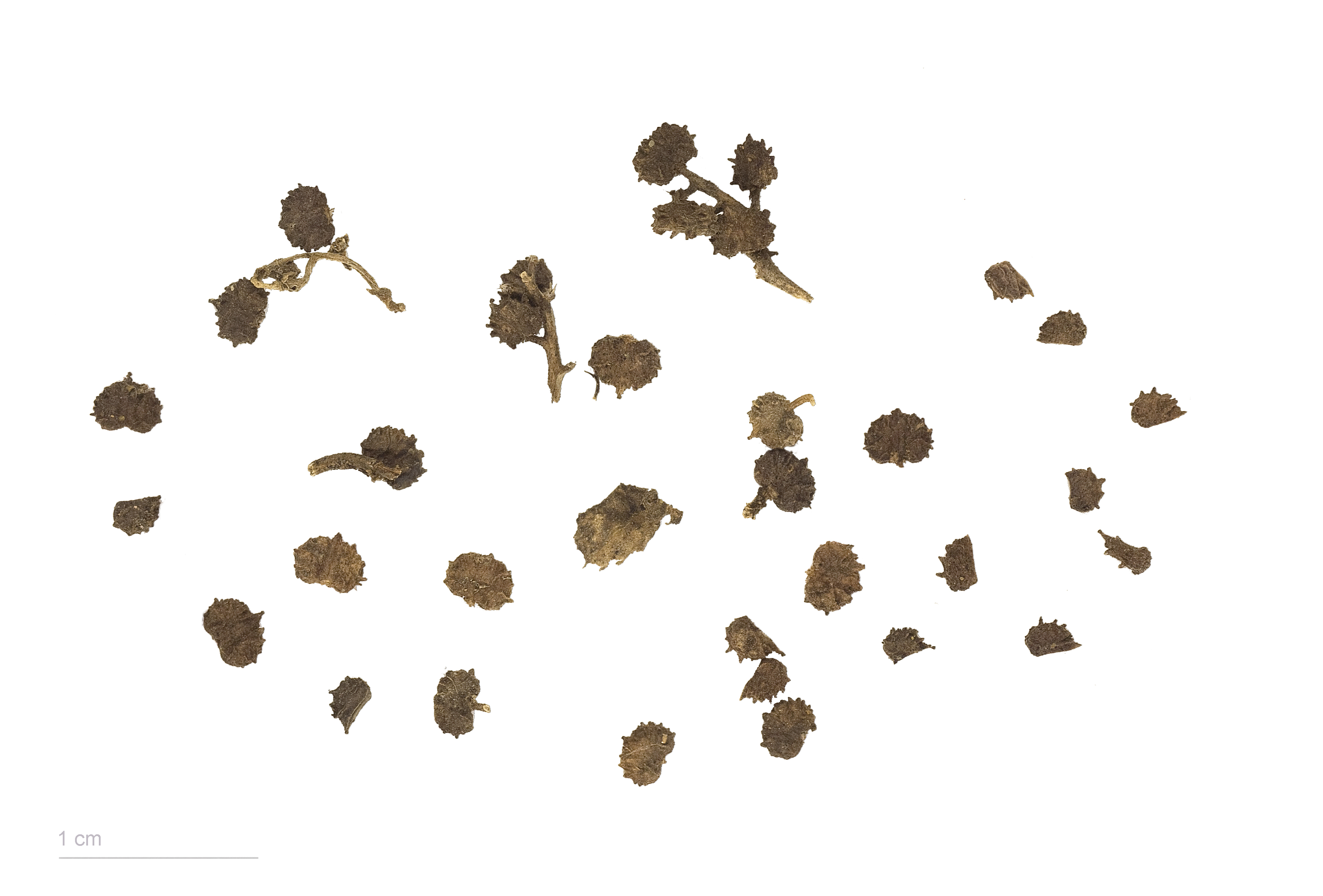
Owoce

Wronóg grzebieniasty (Lepidium coronopus) – gatunek rośliny z rodziny kapustowatych. Dawniej zaliczany do rodzaju wronóg (Coronopus), który jako zagnieżdżony w rodzaju pieprzyca Lepidium został do niego włączony.

## Rozmieszczenie geograficzne
Rodzimy obszar występowania to Afryka Północna, Azja Zachodnia i Kaukaz oraz cała niemal  Europa. Jako gatunek zawleczony rozprzestrzenił się także na Azorach, w Afryce Południowej, w Norwegii, Ameryce Północnej (USA i Kanada) oraz w Chile. W Polsce jest rzadki: kenofit i efemerofit.

## Morfologia
ŁodygaNiska, naga, rozesłana.
LiściePierzastodzielne; odcinki podłużnie lancetowate.
KwiatyBiałe.
OwoceNerkowate, siatkowate łuszczynki.

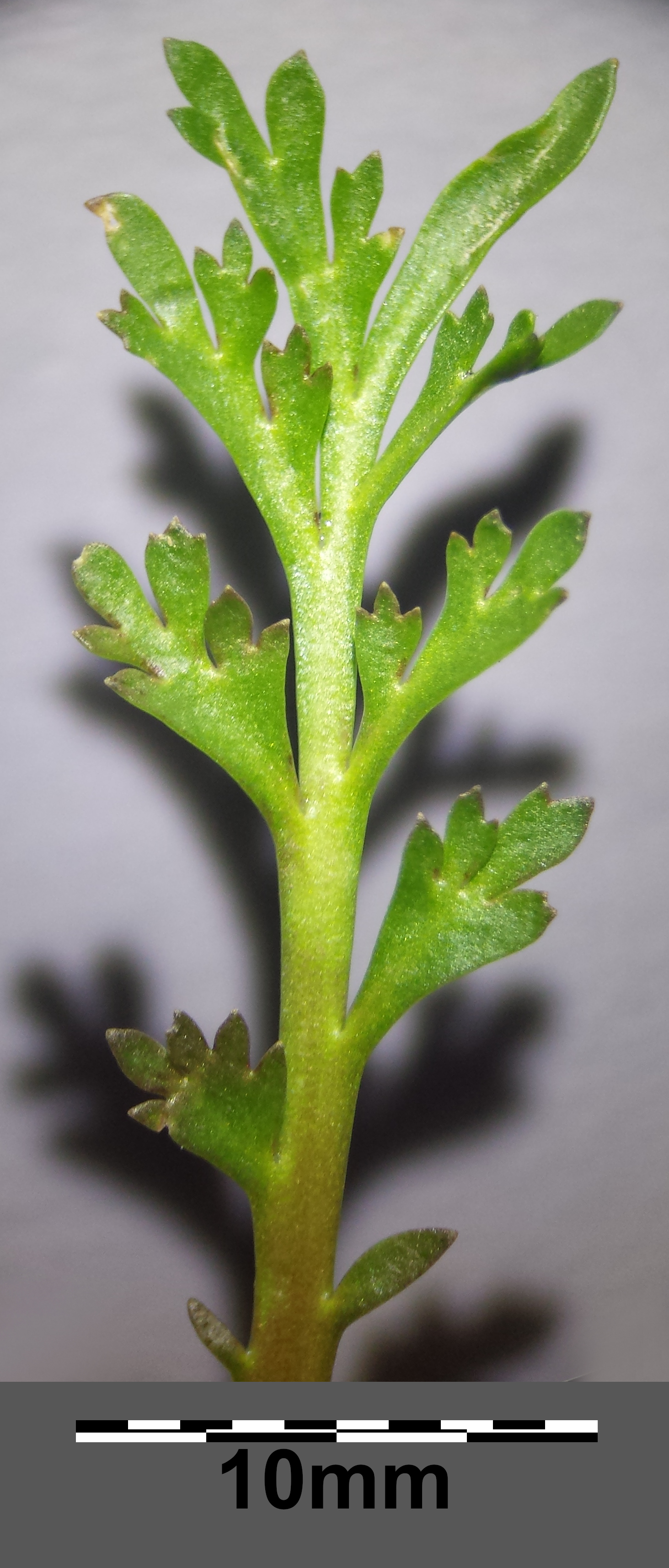
Liść
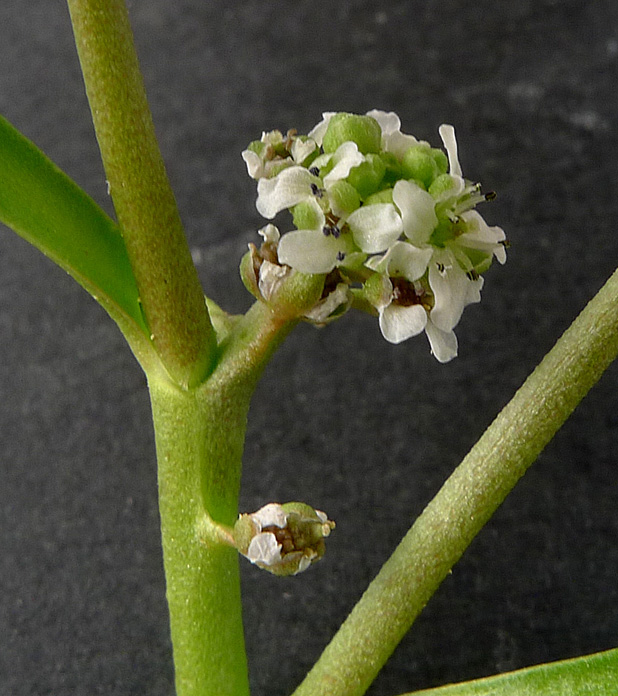
Kwiatostan
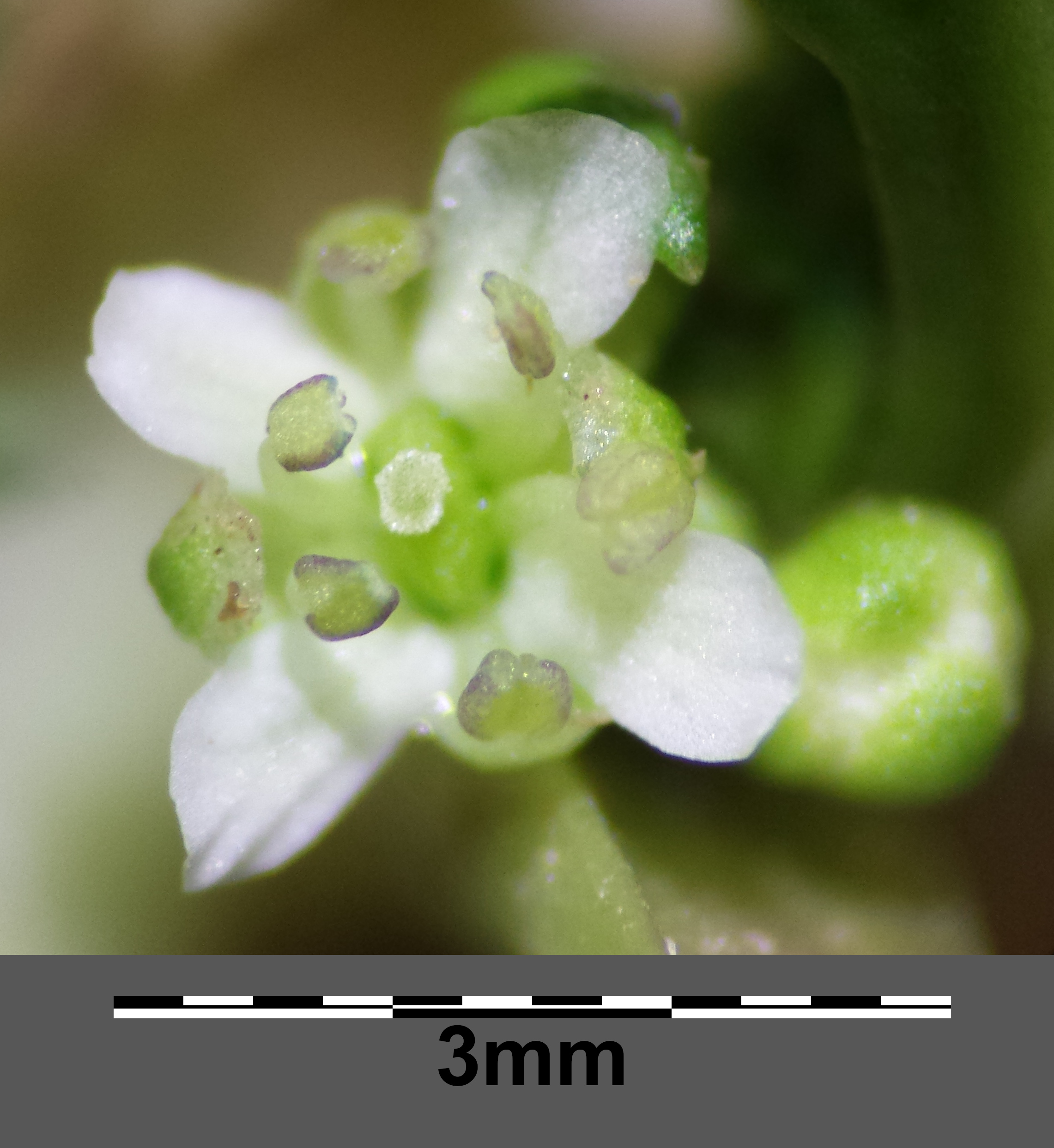
Kwiat
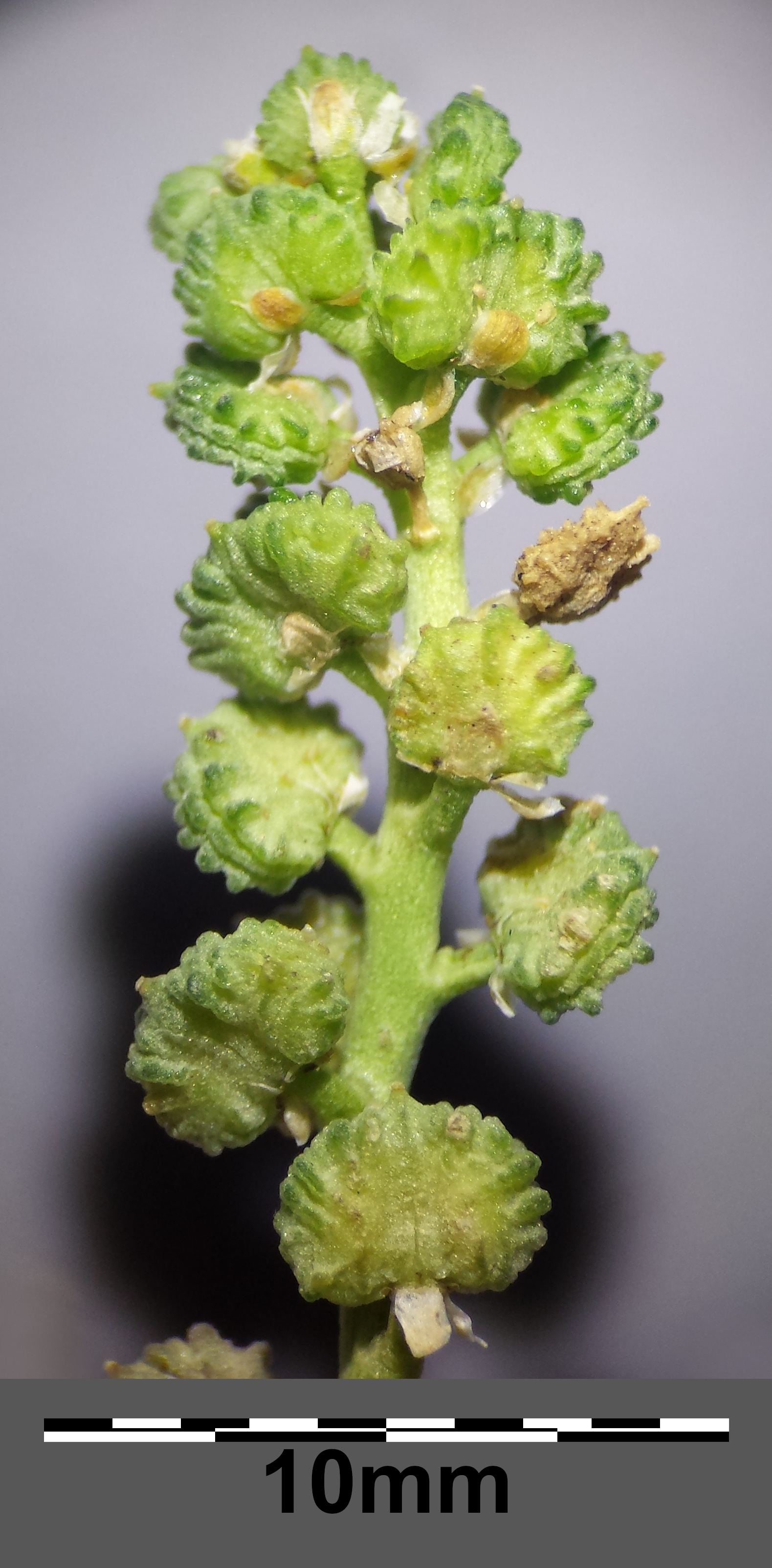
Owoce
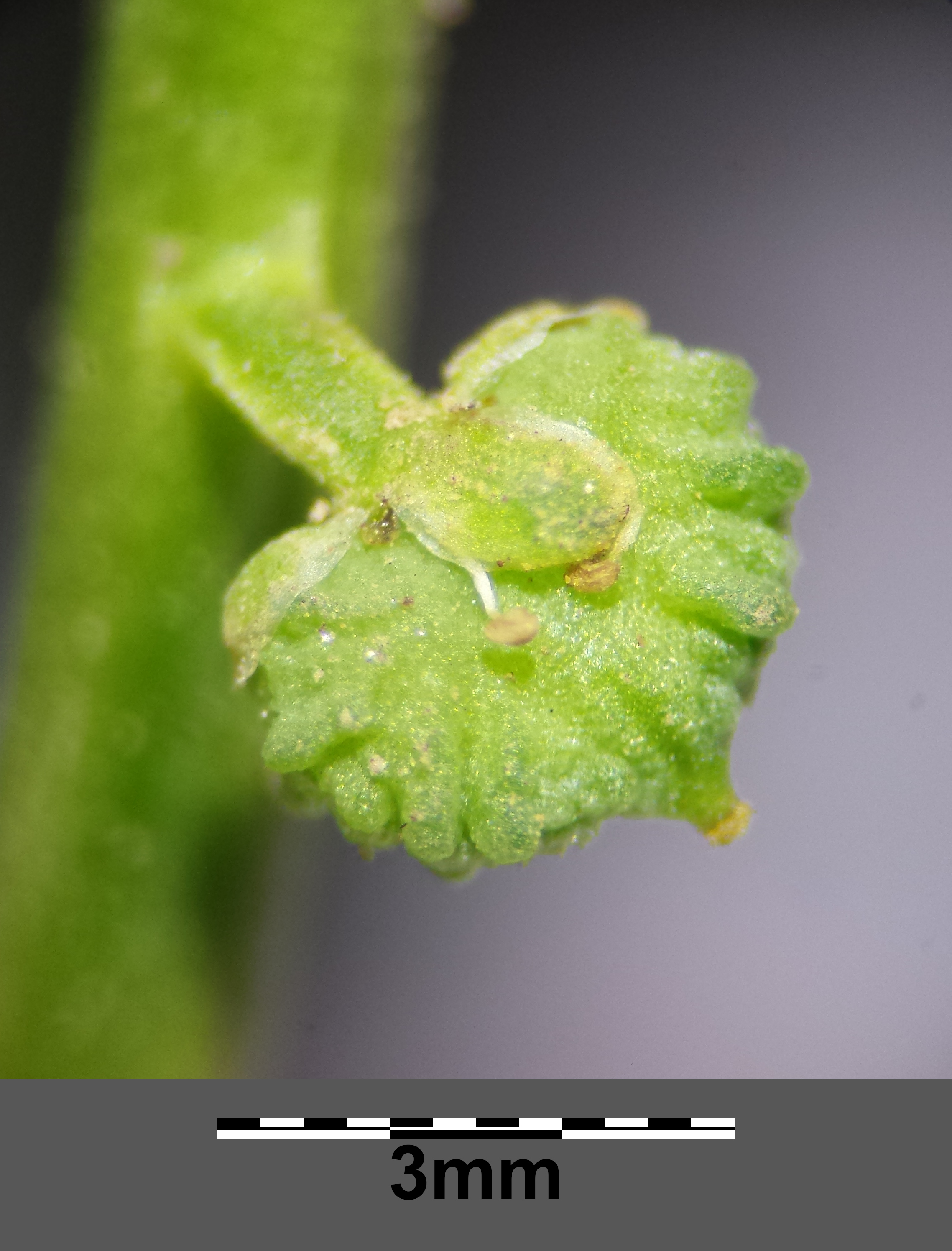
Owoc

## Biologia i ekologia
Roślina jednoroczna. Rośnie na przydrożach. Kwitnie od czerwca do sierpnia. Gatunek charakterystyczny zespołu Poo-Coronopetum squamati.

## Zagrożenia i ochrona
Roślina umieszczona w opracowaniu Czerwona lista roślin i grzybów Polski (2006) w grupie gatunków wymierających, krytycznie zagrożonych (kategoria zagrożenia E). W wydaniu z 2016 roku posiada kategorię EN (zagrożony).